# 李平山
李平山（？—1979年4月8日），香港航运业实业家，20世纪70至80年代知名的香港维达轮船公司创办人。

## 生平
生于上海，祖籍浙江宁波，早年毕业于东吴大学法学系，专长国际商法、海洋法。入董浩云东方航运靡下。1948年移居香港，任中国航运公司法律顾问，是董浩云的法律高参。曾帮董代管复兴航运公司，后任香港复兴航运公司董事。1972年在香港创办维达航运公司，英文名Grand Marine，并公开上市，是香港著名船公司之一，李自任董事长。 
长子李辅平（英文名Dennis Fu Ping Li），香港知名航运业企业家，继父亲后任维达航运董事长，并是東華三院董事。娶国民党元老杨管北之次女杨英华为妻，连襟徐起黄（Patrick Hsu，杨管北长女楊長青之夫）为中国农民银行当家徐继庄之子，江浙财团巨头徐青甫之孙。